# Eugenio Amore
Eugenio Amore (Vergato, 12 febbraio 1972) è un giocatore di beach volley e pallavolista italiano.

## Biografia
Nel 2008, in coppia con Riccardo Bizzotto, sull'arenile di Vindicio si è aggiudicato il torneo di beach volley dei Giochi del Mare dopo una battaglia che li ha visti impegnati contro i beacher più forti d'Italia, battendo in finale il duo formato da Ottavio Ucci e Matteo La Rocca. Sempre con Bizzotto ha disputato tornei a livello internazionale per la Nazionale Italiana di Beach Volley.
Insieme al coetaneo Riccardo Lione ha rappresentato nella disciplina del beach volley l'Italia ai Giochi della XXIX Olimpiade di Pechino
Come pallavolista, ha militato nella società Migliarino Volley, dove è cresciuto, per poi approdare a campionati di B1 ed A2, collezionando svariate promozioni in entrambe le categorie.
Ha giocato anche in Sardegna, nelle stagioni 2010/11 e 2012, per la NCL75 Quartucciu di Filippo Loi, diventando subito un idolo dei tifosi che l'hanno soprannominato "Il Beato".
Nel 2010 ha fondato la prima scuola di beach volley toscana, con sede a Viareggio; a tutt'oggi è la più rinomata della regione.
Eugenio Amore attualmente organizza  eventi sportivi di qualsiasi livello promuovendo anche le sue discipline.